# ОШ „Марија Трандафил” Ветерник
ОШ „Марија Трандафил” једна је од основних школа у Новом Саду. Налази се у улици Паунова 14 у Ветернику. Назив је добила по Марији Трандафил, српској добротворки и новосадској велепоседници која се понекад назива „највећом српском добротворком”.

## Историјат
Основна школа „Марија Трандафил” је основана одлуком Скупштине града Новог Сада 9. јуна 2009, а почела је са радом 1. септембра 2009. Школска зграда има око 3600m², а школско двориште је површине око 15.000m² са ограђеним теренима за рукомет, мали фудбал и кошарку. Зграда се загрева системом централног грејања на природни гас, опремљена је системом за дојаву пожара и системом видео надзора. У приземљу се налази седам учионица опште намене у којима се одржава разредна настава, продужени боравак, четири кабинета за припрему наставника и додатан рад са ученицима, сала за физичко васпитање 630m² и висине осам метара са рукометним головима, висећим кошаркашким конструкцијама, одбојкашком мрежом, гимнастичким справама, столовима за стони тенис и двеста места за седење, мушка и женска свлачионица са тушевима, кабинет за наставника физичког васпитања, стоматолошка ординација, кухиња са трпезаријом и санитарни чвор за ученике и за запослене. На спрату се налази шест учионица у којима се одржава предметна настава, лабораторија за природне науке, мултимедијална учионица, четири припремна кабинета, информатички кабинет са тридесет рачунара, кабинет за техничко образовање, библиотека са читаоницом, 3851 књигом, рачунаром, штампачем и разгласом, зборница, канцеларија директора, секретара, рачуновође, психолога и санитарни чвор за ученике и запослене. Садрже прилазе, лифт и посебни тоалети за особе са инвалидитетом. Додељена им је 3. септембра 2021. награда за пројекат „За чистије и зеленије школе у Војводини”.

## Догађаји
Догађаји Основне школе „Марија Трандафил”:
- Савиндан
- Дан школе
- Дан отворених врата
- Дани науке
- Дани рециклаже
- Дан планете Земље
- Дан позоришта
- Дан музеја
- Дан заштите биодиверзитета
- Дан заљубљених
- Дан матерњег језика
- Дан климатских промена
- Дан девојчица и дечака
- Дан против вршњачког насиља
- Светски дан ружичастих мајци
- Светски дан здравља
- Светски дан здраве хране
- Светски дан заштите животне средине
- Светски дан вода
- Светски дан акције за реке
- Светски дан шума
- Светски дан планина
- Светски дан папагаја
- Светски дан ластавица
- Светски дан лептира
- Светски дан птица селица
- Светски дан физичке активности
- Светски дан без аутомобила
- Светски дан јабука
- Светски дан писања писама
- Светски дан писмености
- Светски дан енергетске ефикасности
- Светски дан борбе против дуванског дима
- Међународни дан планина
- Међународни дан старих особа
- Међународни дан без аутомобилског дима
- Међународни дан волонтера
- Међународни дан толеранције
- Међународни дан жена
- Дечја недеља
- Европска недеља спорта
- Европска недеља програмирања
- Недеља здраве хране
- Недеља здравих зуба
- Фестивал права детета
- Сајам образовања
- Ноћ истраживача
- Пројекат „Зелени Нови Сад”
- Пројекат „Чаролија воде”
- Пројекат „Наше наслеђе”